# 張佳祺
張 佳祺（漢音読み：ちょう かき、簡体字：张佳祺、繁体字：張佳祺、拼音：Zhāng Jiāqí、Zhang Jiaqi、1991年9月3日 - ）は、中華人民共和国・遼寧省瀋陽市出身のサッカー選手。中国サッカー・スーパーリーグ・浙江職業足球倶楽部所属。ポジションはディフェンダー。

## 来歴

### クラブ

#### ル・マン
2008年にフランスのル・マンの下部組織に入団。2011年ル・マンのトップクラブと契約。2012/13シーズン、フランス2部・リーグ・ドゥで12試合1得点。チームの降格後、スイス・シオンと合意したが同チームが外国人枠に空きが無くなったため加入は実現せず。

#### 大連阿爾濱
2013年シーズンから大連阿爾濱でプレー。

#### 広州恒大
2014年12月24日、大連阿爾濱から広州恒大へ完全移籍した。移籍金は2000万人民元である。

#### 四川九牛
2020年5月25日、四川九牛足球倶楽部に移籍した。

#### 浙江FC
2022年、浙江FCに移籍した。

## プレースタイル
長身を活かした守備は評価が高く、守備的MFとセンターバックをこなす。欧州の経験がある。

## 所属クラブ
ユース経歴
- 2009年 - 2011年  ル・マンFC

プロ経歴
- 2010年 - 2012年  ル・マンFC B
- 2012年 - 2013年  ル・マンFC
- 2014年  大連阿爾濱足球倶楽部
- 2015年 - 2019年  広州恒大淘宝足球倶楽部
  - 2016年  青島黄海足球倶楽部 (loan)
  - 2017年  深圳市足球倶楽部 (loan)
  - 2018年  広州富力足球倶楽部 (loan)
  - 2019年  青島黄海足球倶楽部 (loan)
- 2020年 - 2021年  四川九牛足球倶楽部
- 2022年 -  浙江職業足球倶楽部

## 代表歴

### 出場大会
なし

### 試合数
国際Aマッチ 7試合 0得点（2009年- ）
| 中国代表 | 国際Aマッチ | 国際Aマッチ |
| 年       | 出場        | 得点        |
| -------- | ----------- | ----------- |
| 2014     | 5           | 0           |
| 2023     | 2           | 0           |
| 通算     | 7           | 0           |

## タイトル

### クラブ
広州恒大
- AFCチャンピオンズリーグ：1回 (2015)
- 中国サッカー・超級リーグ：1回 (2015)

 青島黄海
- 中国サッカー・甲級リーグ：1回 (2019)